# كربنيش
كَرْبَنِيش (باليونانية: Καρπενήσι؛ بالتركية: كرپنیش/Kerpiniş) مدينة يونانية تقع في وسط البلاد ضمن ناحية ستيريا إلاذا الإدارية، وهي مركز إقليم إفريتانيا ضمن هذه المنطقة الإدارية.

## الموقع والسكان
تقع المدينة على ارتفاع 960 متر عن مستوى سطح البحر ضمن منطقة جبلية وعرة من جبال بيندوس، إذ أن المدينة مبنية ضمن وادي نهر كاربنيسيوتيس أحد روافد نهر أخيلووس، يحيط بها من الشمال جبل تيمفريستوس (فيلوخي) والذي يصل ارتفاعه إلى 2312 متر، ومن الجنوب كالياكوذا، والذي يصل ارتفاعه إلى 2101 متر.
تبعد مسافة 63 كيلومتر عن مدينة لاميا مركز منطقة وسط اليونان، ومسافة 274 كيلومتر عن أثينا.
يبلغ عدد سكان المدينة حوالي 10 آلاف نسمة، وهي واحدة من أصغر مراكز المقاطعات اليونانية.

## التسمية والتاريخ
يعتقد أن تسمية يعود لوجود شجر القيقب بكثافة في المنطقة.
ظهرت المدينة كمستوطنة جبلية منذ الفترة البيزنطية، أصبحت خلال الفترة العثمانية مركزاً زراعياً للمنطقة المحيطة.
اشتركت المدينة بثورة استقلال اليونان عام 1821 ولكن الأتراك القادمين من لاميا سرعان ما سيطروا عليها وأخمدوا الثورة فيها. استعادها الثوار اليونانيون عام 1823 بعد معركة قتل فيها قائدهم ماركوس بوتساريس (Marcos Boutsaris).

## متفرقات
- كانت المدينة والمنطقة المحيطة بها تعتبران أحد أقل مناطق اليونان من ناحية التطوير والنشاطات الاقتصادية، واستمر هذا الأمر حتى سبعينيات القرن العشرين.

- تعتمد المدينة اقتصادياً على الزراعة والسياحة وخاصة الرياضات الجبلية كالتزلج، تسلق الجبال والنزهات الجبلية، بسبب وقوعها في وسط منطقة جبلية ذات جمال استثنائي.
- من أهم معالم المدينة كنيسة أغيا (القديسة) ترياذا (Aghia Triada) والتي يعود تاريخ بناءها للعام 1645.
- توجد في المدينة كلية الغابات التابعة للمعهد التقني العالي في لاميا.
- أهم نادي كرة قدم في المدينة هو أبوك فيلوخي.